# Skultorp
Skultorp è un'area urbana della Svezia situata nel comune di Skövde, contea di Västra Götaland.
La popolazione rilevata nel censimento 2010 era di 3 642 abitanti .